# شهرستان دیشوتس (اورگن)
شهرستان دیشوتس (به انگلیسی: Deschutes County) یک منطقهٔ مسکونی در ایالات متحده آمریکا است که در اورگن واقع شده‌است. شهرستان دیشوتس ۷٬۹۱۲٫۴۶ کیلومتر مربع مساحت دارد.